# Indian Wells Open 2002 - Qualificazioni singolare maschile
Le qualificazioni del singolare maschile dell'Indian Wells Open 2002 sono state un torneo di tennis preliminare per accedere alla fase finale della manifestazione. I vincitori dell'ultimo turno sono entrati di diritto nel tabellone principale. In caso di ritiro di uno o più giocatori aventi diritto a questi sono subentrati i lucky loser, ossia i giocatori che hanno perso nell'ultimo turno ma che avevano una classifica più alta rispetto agli altri partecipanti che avevano comunque perso nel turno finale.
Le qualificazioni del torneo Indian Wells Open  2002 prevedevano 32 partecipanti di cui 8 sono entrati nel tabellone principale.

## Teste di serie
1. Francisco Clavet (ultimo turno)
2. Fernando González (Qualificato)
3. Mariano Zabaleta (ultimo turno)
4. David Sánchez (Qualificato)
5. Sargis Sargsian (primo turno)
6. Olivier Rochus (Qualificato)
7. Michail Južnyj (primo turno)
8. Paradorn Srichaphan (Qualificato)

1. Paul Goldstein (primo turno)
2. Kristian Pless (ultimo turno)
3. Mardy Fish (primo turno)
4. Lars Burgsmüller (ultimo turno)
5. Karol Kučera (Qualificato)
6. Wayne Arthurs (Qualificato)
7. Attila Sávolt (Qualificato)
8. Michael Russell (primo turno)

## Qualificati
1. Attila Sávolt
2. Fernando González
3. Mardy Fish
4. David Sánchez

1. Wayne Arthurs
2. Olivier Rochus
3. Karol Kučera
4. Paradorn Srichaphan

## Tabellone

### Legenda
| - Q = Qualificato - WC = Wild card - LL = Lucky loser | - ALT = Alternate - SE = Special Exempt - PR = Protected Ranking | - w/o = Walkover - r = Ritirato - d = Squalificato |

### Sezione 1
|  | Primo turno | Primo turno      | Primo turno      | Primo turno | Primo turno |  |  | Ultimo turno | Ultimo turno     | Ultimo turno     | Ultimo turno | Ultimo turno |  |
|  |             |                  |                  |             |             |  |  |              |                  |                  |              |              |  |
|  | 1           | Francisco Clavet | Francisco Clavet | 6           | 6           |  |  |              |                  |                  |              |              |  |
|  |             | Cecil Mamiit     | Cecil Mamiit     | 4           | 4           |  |  | 1            | Francisco Clavet | Francisco Clavet | 4            | 65           |  |
|  | 15          | Attila Sávolt    | Attila Sávolt    | 7           | 6           |  |  | 15           | Attila Sávolt    | Attila Sávolt    | 6            | 7            |  |
|  |             | Michael Joyce    | Michael Joyce    | 64          | 3           |  |  |              |                  |                  |              |              |  |

### Sezione 2
|  | Primo turno | Primo turno       | Primo turno       | Primo turno | Primo turno |  |  | Ultimo turno | Ultimo turno      | Ultimo turno      | Ultimo turno | Ultimo turno |  |
|  |             |                   |                   |             |             |  |  |              |                   |                   |              |              |  |
|  | 2           | Fernando González | Fernando González | 7           | 6           |  |  |              |                   |                   |              |              |  |
|  |             | Wayne Black       | Wayne Black       | 63          | 3           |  |  | 2            | Fernando González | Fernando González | 6            | 7            |  |
|  |             | Paul Goldstein    | Paul Goldstein    | 6           | 7           |  |  |              | Paul Goldstein    | Paul Goldstein    | 4            | 65           |  |
|  | 9           | Markus Hipfl      | Markus Hipfl      | 2           | 63          |  |  |              |                   |                   |              |              |  |

### Sezione 3
|  | Primo turno | Primo turno      | Primo turno      | Primo turno | Primo turno |  |  | Ultimo turno | Ultimo turno     | Ultimo turno     | Ultimo turno | Ultimo turno |  |
|  |             |                  |                  |             |             |  |  |              |                  |                  |              |              |  |
|  | 3           | Mariano Zabaleta | Mariano Zabaleta | 7           | 6           |  |  |              |                  |                  |              |              |  |
|  |             | José Acasuso     | José Acasuso     | 62          | 2           |  |  | 3            | Mariano Zabaleta | Mariano Zabaleta | 65           | 6(0)         |  |
|  |             | Mardy Fish       | 6                | 4           | 6           |  |  |              | Mardy Fish       | Mardy Fish       | 7            | 7            |  |
|  | 11          | Jan Vacek        | 2                | 6           | 2           |  |  |              |                  |                  |              |              |  |

### Sezione 4
|  | Primo turno | Primo turno        | Primo turno        | Primo turno       | Primo turno |  |  | Ultimo turno | Ultimo turno    | Ultimo turno    | Ultimo turno | Ultimo turno |  |
|  |             |                    |                    |                   |             |  |  |              |                 |                 |              |              |  |
|  | 4           | David Sánchez      | David Sánchez      | 7                 | 6           |  |  |              |                 |                 |              |              |  |
|  |             | Jan Frode Andersen | Jan Frode Andersen | 6(0)              | 2           |  |  | 4            | David Sánchez   | David Sánchez   | 7            | 6            |  |
|  |             | Michael Russell    | Michael Russell    | Michael Russell   | 5           |  |  |              | Michael Russell | Michael Russell | 5            | 2            |  |
|  | 16          | Nikolaj Davydenko  | Nikolaj Davydenko  | Nikolaj Davydenko | 0r          |  |  |              |                 |                 |              |              |  |

### Sezione 5
|  | Primo turno | Primo turno     | Primo turno | Primo turno | Primo turno |  |  | Ultimo turno | Ultimo turno  | Ultimo turno | Ultimo turno | Ultimo turno |  |
|  |             |                 |             |             |             |  |  |              |               |              |              |              |  |
|  |             | Robby Ginepri   | 5           | 7           | 7           |  |  |              |               |              |              |              |  |
|  | 5           | Sargis Sargsian | 7           | 65          | 6           |  |  |              | Robby Ginepri | 4            | 7            | 65           |  |
|  | 14          | Wayne Arthurs   | 4           | 6           | 6           |  |  | 14           | Wayne Arthurs | 6            | 65           | 7            |  |
|  |             | Hyung-Taik Lee  | 6           | 3           | 3           |  |  |              |               |              |              |              |  |

### Sezione 6
|  | Primo turno | Primo turno    | Primo turno    | Primo turno | Primo turno |  |  | Ultimo turno | Ultimo turno   | Ultimo turno   | Ultimo turno | Ultimo turno |  |
|  |             |                |                |             |             |  |  |              |                |                |              |              |  |
|  | 6           | Olivier Rochus | Olivier Rochus | 6           | 6           |  |  |              |                |                |              |              |  |
|  |             | Nick Rainey    | Nick Rainey    | 1           | 1           |  |  | 6            | Olivier Rochus | Olivier Rochus | 7            | 6            |  |
|  | 10          | Kristian Pless | Kristian Pless | 6           | 6           |  |  | 10           | Kristian Pless | Kristian Pless | 64           | 4            |  |
|  |             | David Prinosil | David Prinosil | 2           | 3           |  |  |              |                |                |              |              |  |

### Sezione 7
|  | Primo turno | Primo turno    | Primo turno    | Primo turno | Primo turno |  |  | Ultimo turno | Ultimo turno | Ultimo turno | Ultimo turno | Ultimo turno |  |
|  |             |                |                |             |             |  |  |              |              |              |              |              |  |
|  |             | Byron Black    | Byron Black    | 7           | 6           |  |  |              |              |              |              |              |  |
|  | 7           | Michail Južnyj | Michail Južnyj | 5           | 3           |  |  |              | Byron Black  | Byron Black  | 1            | 64           |  |
|  | 13          | Karol Kučera   | 1              | 6           | 6           |  |  | 13           | Karol Kučera | Karol Kučera | 6            | 7            |  |
|  |             | Oliver Gross   | 6              | 3           | 1           |  |  |              |              |              |              |              |  |

### Sezione 8
|  | Primo turno | Primo turno         | Primo turno         | Primo turno | Primo turno |  |  | Ultimo turno | Ultimo turno        | Ultimo turno        | Ultimo turno | Ultimo turno |  |
|  |             |                     |                     |             |             |  |  |              |                     |                     |              |              |  |
|  | 8           | Paradorn Srichaphan | Paradorn Srichaphan | 6           | 6           |  |  |              |                     |                     |              |              |  |
|  |             | Hugo Armando        | Hugo Armando        | 4           | 4           |  |  | 8            | Paradorn Srichaphan | Paradorn Srichaphan | 7            | 6            |  |
|  | 12          | Lars Burgsmüller    | Lars Burgsmüller    | 6           | 4           |  |  | 12           | Lars Burgsmüller    | Lars Burgsmüller    | 5            | 2            |  |
|  |             | Gastón Etlis        | Gastón Etlis        | 2           | 2r          |  |  |              |                     |                     |              |              |  |